# Belinskij (cràter)
Belinskij és un cràter d'impacte en el planeta Mercuri de 70,67 km de diàmetre. Porta el nom del crític literari rus Vissarion Belinski (1811-1848), i el seu nom va ser aprovat per la Unió Astronòmica Internacional el 1985.